# Jódoriv
Jódoriv (en ucraniano: Ходорів; en polaco: Chodorów) es una ciudad de Ucrania occidental, en el óblast de Leópolis. La población actual se calcula en 8954 habitantes.

## Historia
La ciudad está mencionada por vez primera en 1394. En muchos documentos históricos es mencionada como Jódoriv-stav. Está relacionado con el nombre masculino Fedir y la situación de la ciudad por encima de un gran lago. En el siglo XV, Jódoriv recibió el estatus ciudadano y un blasón. Jódoriv fue uno de los principales centros industriales en el raion Zhydachivskyi y el óblast de Leópolis.

## Enlaces externos

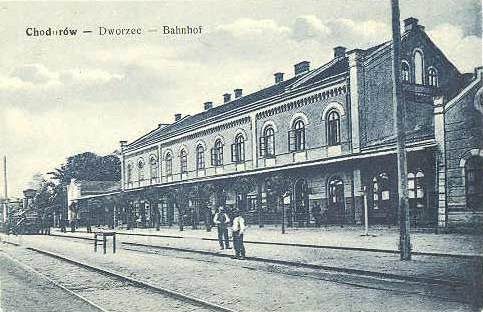
La estación de tren de Jódoriv.